# Sint-Josephkerk (Hilversum)
De Sint-Josephkerk in de Noord-Hollandse plaats Hilversum is een voormalige katholieke kerk aan de Pelikaanstraat en het Veenshof. 
De kerk is het hoofdonderdeel van het complex "Veenshof", gebouwd in de periode 1935-1936 naar het ontwerp van Nico Andriessen (1892-1947) in de stijl van de Delftse School. In 1994 werd de kerk verbouwd tot appartementencomplex. Het orgel uit de kerk en een aantal beelden zijn na sluiting geplaatst in de H. Hartkerk in Hilversum.
De kerk is een rijksmonument sinds 2002. De nabijgelegen pastorie en arbeiderswoningen van het complex "Veenshof" zijn ook aangewezen tot rijksmonument.